# Viljandi
Viljandi (historisk også Fellin) er en by i Estland, beliggende 70 km øst for byen Pärnu. Byen blev først omtalt som Fellin i 1211. Også formen Felin er set. Kommunen har 17.255(2024) indbyggere.
I 1208 deltog danske korsfarere angiveligt i et togt mod Fellin på grænsen mellem de livlandske og estiske områder. Det var ifølge nogle versioner af legenden ved denne lejlighed, at Dannebrog faldt ned fra himlen.